# New Braunfels
New Braunfels település az Amerikai Egyesült Államok Texas államában, Comal megyében, melynek megyeszékhelye is. Lakosainak száma 90 403 fő (2020. április 1.).

## Népesség
A település népességének változása:

| 2010 | 57 740 |
| 2020 | 90 403 |